# Novoslobodskaja (stanice metra v Moskvě)
Novoslobodskaja (rusky Новослободская) je stanice moskevského metra na okružní lince Kolcevaja. Pojmenována je po stejnojmenné ulici vedoucí u výstupu ze stanice. Veřejnosti slouží již od 30. ledna roku 1952.

## Charakter stanice
Novoslobodskaja se nachází na Kolcevské lince, v severní části okruhu. Je to podzemní, trojlodní a přestupní stanice, založená 40 m pod povrchem. Boční lodě mají průměr 8,5 m, střední loď 9,5. Všechny tři jsou spolu propojeny prostupy. Ze stanice vede jeden výstup na povrch, po eskalátorovém tunelu vycházejícím z konce střední lodě do povrchového vestibulu. Stanice je také propojena přestupní chodbou vycházející ze středu prostřední lodě kolmo k ose stanice s linkou Serpuchovsko-Timirjazevskaja a spojena tak se stanicí Mendělejevskaja. Obě linky jsou spolu takto propojeny od roku 1992.
Novoslobodskaja je také jednou z typických ukázek ruské stalinistické architektury – ve střední lodi mezi prostupy je umístěno 32 dekorativních skleněných nasvícených mozaik s tematikou socialistického realismu. Jsou to díla lotyšských umělců. Na slepém konci střední lodě se pak nachází velká mozaika zasazená do stěny pojmenovaná „Mír pro celý svět“, symbolizující ženu s dítětem v náručí na pozadí velké pěticípé hvězdy a obilných klasů. Ostatní stěny jsou obložené mramorem, stropy jsou nabílené. Osvětlení zajišťují lustry. V rámci rekonstrukce roku 2003 se všechny mozaiky opravily, pečlivě vyčistily a obnovily.

## Galerie

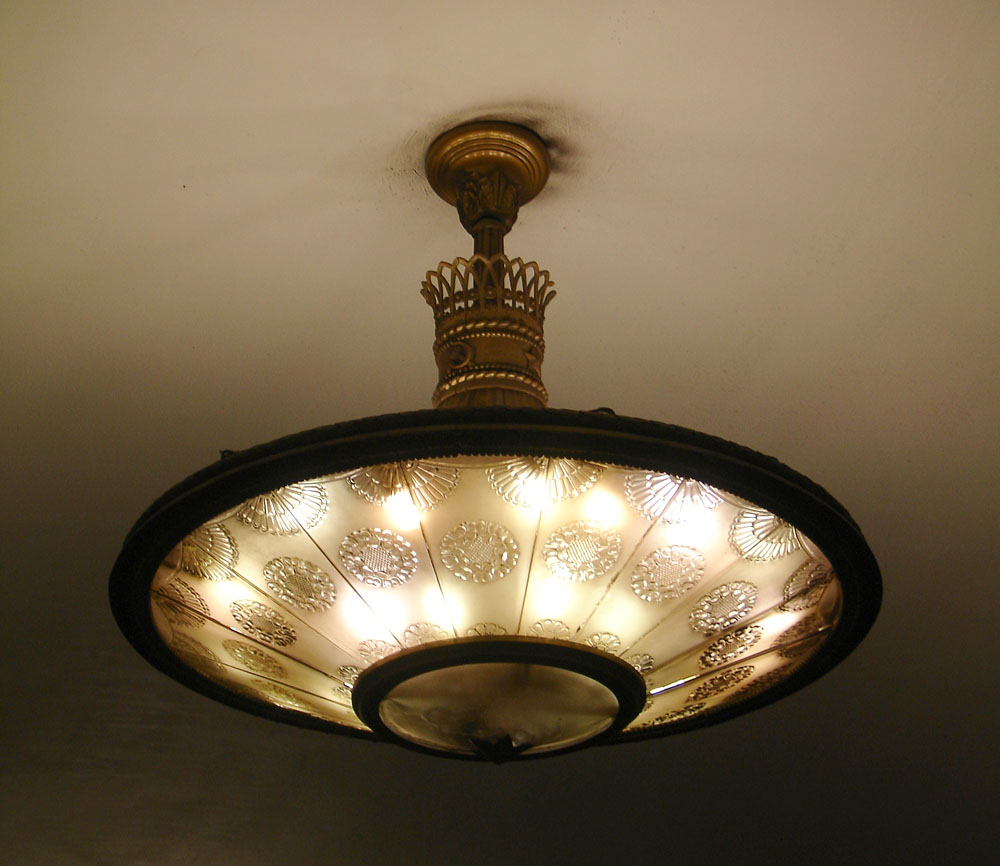
lustr
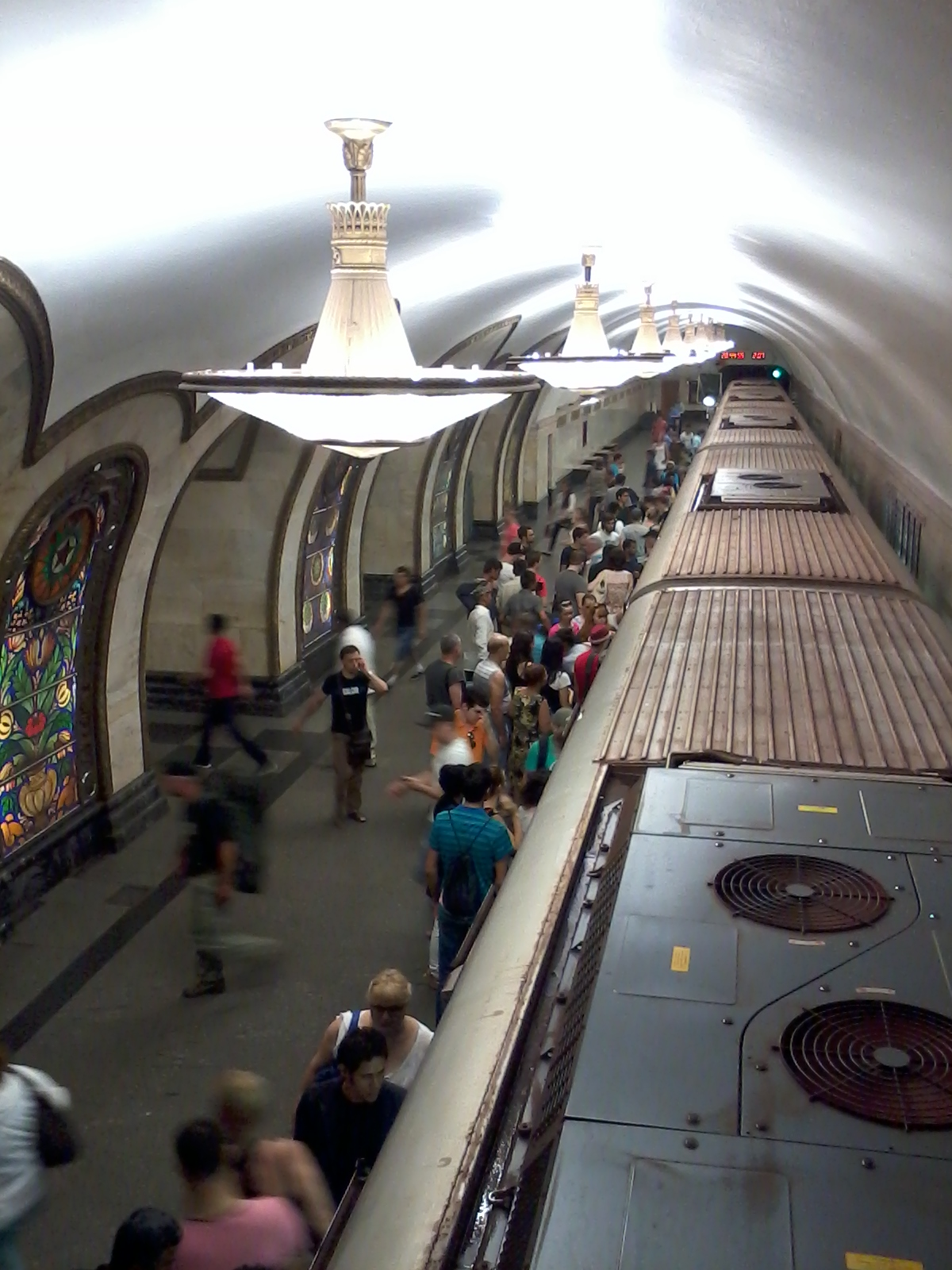
nástupiště
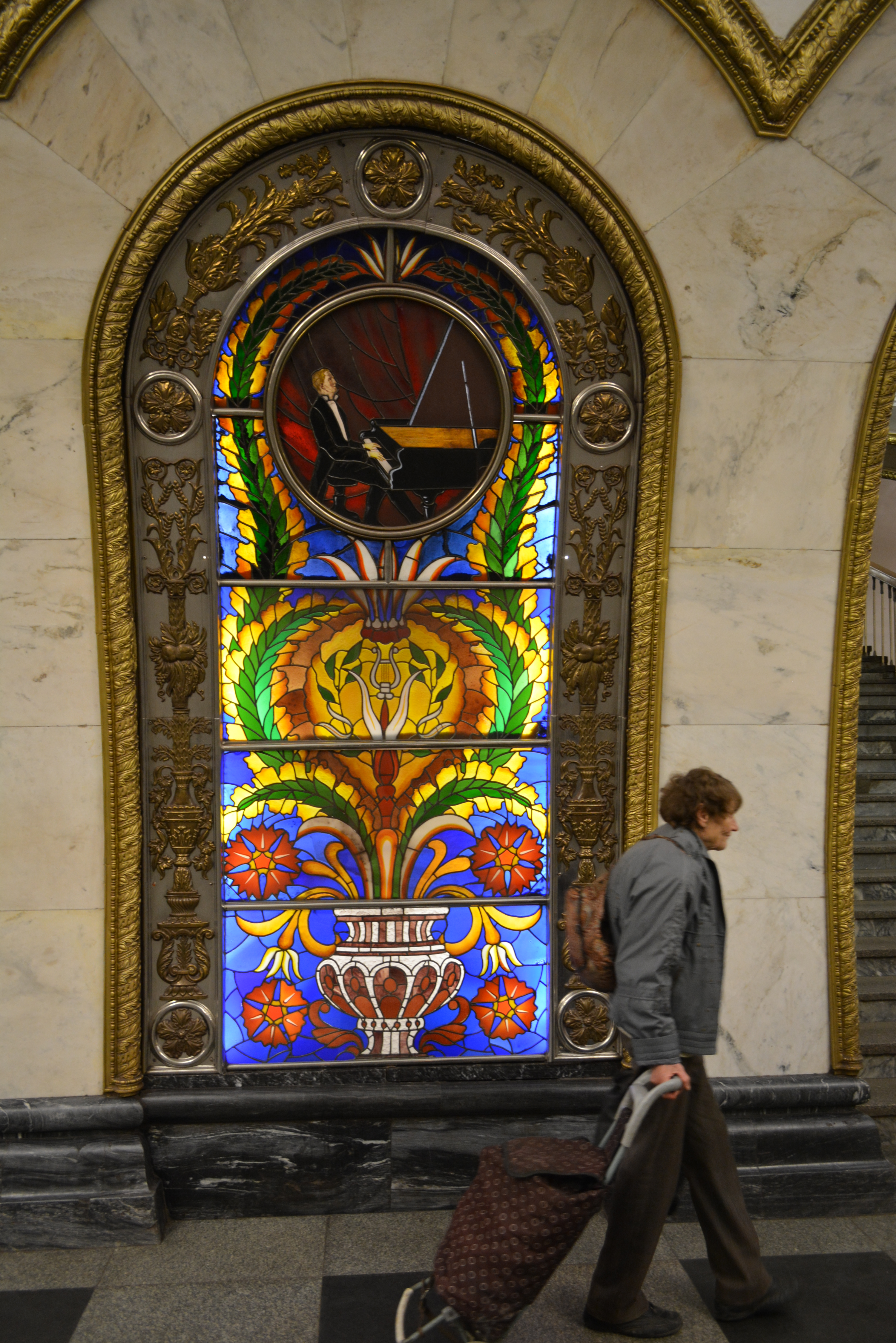
dekorativní mozaika
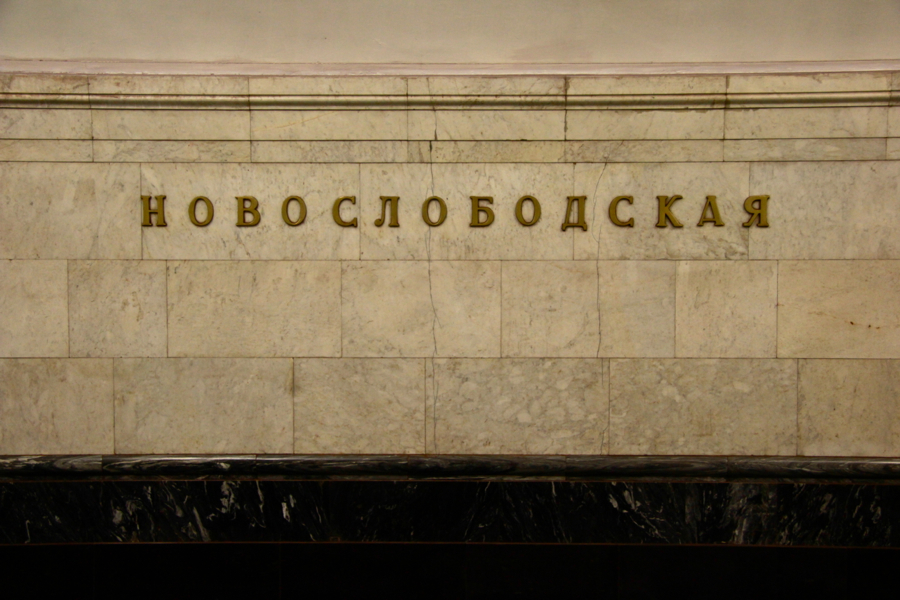
nápis stanice